# Ritchie Makuma Mpasa
Ritchie Makuma Mpasa (* 6. Mai 1985 in Vitry-sur-Seine) ist ein französisch-kongolesischer ehemaliger Fußballspieler.

## Karriere
Makuma Mpasa begann seine Karriere beim SC Amiens, wo er ab 2004 im Kader der Profimannschaft stand und für diese am 6. August desselben Jahres in der zweiten Liga debütierte. Fortan kam er zunächst zu regelmäßigen Einsätzen, was sich in der zweiten Saison hingegen änderte, sodass er sich 2006 für einen Wechsel zum Drittligisten SCO Angers. Er avancierte dort zum Stammspieler und erreichte mit der Mannschaft den Aufstieg, lief nach der Rückkehr in die zweite Liga jedoch gar nicht mehr für den Verein auf. Dementsprechend unterschrieb er im Februar 2008 bei OC Vannes, mit dem er zwar in die zweite Liga aufstieg, seinen Vertrag aber dennoch nicht verlängern konnte. 
Nach einem vereinslosen Jahr fand Makuma Mpasa in der AS Beauvais einen neuen Arbeitgeber. Bei Beauvais war er nicht nur ein fester Bestandteil der Mannschaft, sondern übernahm darüber hinaus das Amt des Kapitäns. 2012 musste er mit dem Verein den Abstieg in die vierte Liga hinnehmen und verließ diesen mit dem Auslaufen seines Vertrags. Er blieb ein Jahr ohne Klub, bevor er im Sommer 2013 beim Viertligisten AC Amiens eine Anstellung fand.